# Cuartel General Supremo de la Fuerza Expedicionaria Aliada

Insignia de la SHAEF.

El Cuartel General Supremo de la Fuerza Expedicionaria Aliada o SHAEF (siglas en inglés de Supreme Headquarters Allied Expeditionary Force), fue el cuartel general del comandante supremo aliado en el noroeste de Europa durante la Segunda Guerra Mundial, desde finales de 1943 hasta el final de la guerra en Europa, cuando fue disuelto el 14 de julio de 1945. Siempre estuvo bajo el mando del general Dwight D. Eisenhower.
Las funciones más importantes asignadas al SHAEF fueron:
- Ultimar la planificación para la invasión aliada del noroeste Francia, u Operación Overlord,
- Entrenar, organizar y mandar a todas las fuerzas aliadas destinadas al asalto de la Muralla Atlántica de Hitler,
- Dirigir las operaciones del asalto a la costa normanda,
- Liberar Francia, Bélgica, Países Bajos, Luxemburgo y Dinamarca, de la ocupación alemana,
- Definir y ejecutar la invasión de Alemania y la derrota de todas las fuerzas alemanas, en colaboración con las fuerzas armadas de la URSS.
- Establecer un gobierno provisional de ocupación, para el control civil y militar, desarme y administración de la Alemania derrotada.

## Historia durante la Segunda Guerra Mundial
Eisenhower fue transferido del comando del Teatro de Operaciones del Mediterráneo al comando del SHAEF, el cual fue formado en Teddington, Londres, en diciembre de 1943, en lo que actualmente es Bushy Park donde hasta la actualidad existe una calle llamada Shaef Way. Su plana mayor tomó el esquema del plan para la Operación Overlord creada por Frederick E. Morgan y Ray Barker. Morgan, quien había sido nombrado como jefe designado del estado mayor del comandante supremo aliado a mediados de marzo de 1943 había comenzado a planear la invasión de Europa antes de la llegada de Eisenhower, moldeándola hasta su versión final, la cual fue ejecutada el 6 de junio de 1944. Este proceso fue concebido por Eisenhower y el comandante de las Fuerzas Terrestres, el general Bernard Law Montgomery para la fase inicial de la invasión.
El SHAEF permaneció en el Reino Unido hasta que fueron desembarcadas suficientes fuerzas que ameritaran su traslado a Francia. En este punto, Montgomery dejó de comandar a todas las fuerzas terrestres, pero continuó como el comandante en jefe del 21º Grupo del Ejército Británico (21 AG) en el ala este de la cabeza de puente de Normandía y fue creado el Decimosegundo Grupo de Ejército de Estados Unidos (12 AG) comandado por el general Omar Bradley en el ala oeste de la cabeza de puente. Cuando tomó lugar la invasión de Normandia los Aliados lanzaron la invasión del sur de Francia el 15 de agosto de 1944 con el Sexto Grupo de Ejército de Estados Unidos (6 AG) bajo el mando del general Jacob Devers. Para esta fecha estos tres grupos de ejércitos ya habían tomado posiciones en el frente occidental en el que permanecerían hasta el final de la guerra —el 21 AG Británico en el norte y los Estadounidenses 12 AG en medio y el 6 AG en el sur—. Para diciembre de 1944, el SHAEF había sido establecido en el Trianon Palace Hotel en Versalles, Francia. El 26 de abril de 1945 el SHAEF fue transferido a Fráncfort del Meno.

## Divisiones
El SHAEF comandó el mayor número de formaciones militares en una sola operación en toda la historia, la del frente occidental, con las fuerzas armadas estadounidenses, británicas y canadienses, junto con el Ejército de Liberación Francés. Tuvo bajo su mando a tres grupos de ejércitos, los cuales controlaban un total de ocho ejércitos de campo:
- Primer Ejército Aerotransportado Aliado
- 21.er Grupo del Ejército Británico
  - 1.er Ejército Canadiense
  - 2.º Ejército Británico
- Decimosegundo Grupo de Ejército de Estados Unidos
  - Primer Ejército de los Estados Unidos
  - Tercer Ejército de los Estados Unidos
  - Noveno Ejército de los Estados Unidos
  - Decimoquinto Ejército de los Estados Unidos
- Sexto Grupo de Ejército de Estados Unidos
  - 1.er Ejército Francés
  - Séptimo Ejército de los Estados Unidos

El SHAEF también controló fuerzas navales sustanciales durante la Operación Neptuno, la fase de asalto de la Operación Overlord, junto con dos fuerzas aéreas tácticas: la 9.ª Fuerza Aérea de los Estados Unidos y la 2.ª Fuerza aérea Táctica de la RAF. También durante la Operación Neptuno tuvo bajo su mando a las fuerzas de bombarderos estratégicos en el Reino Unido.

## Comandantes

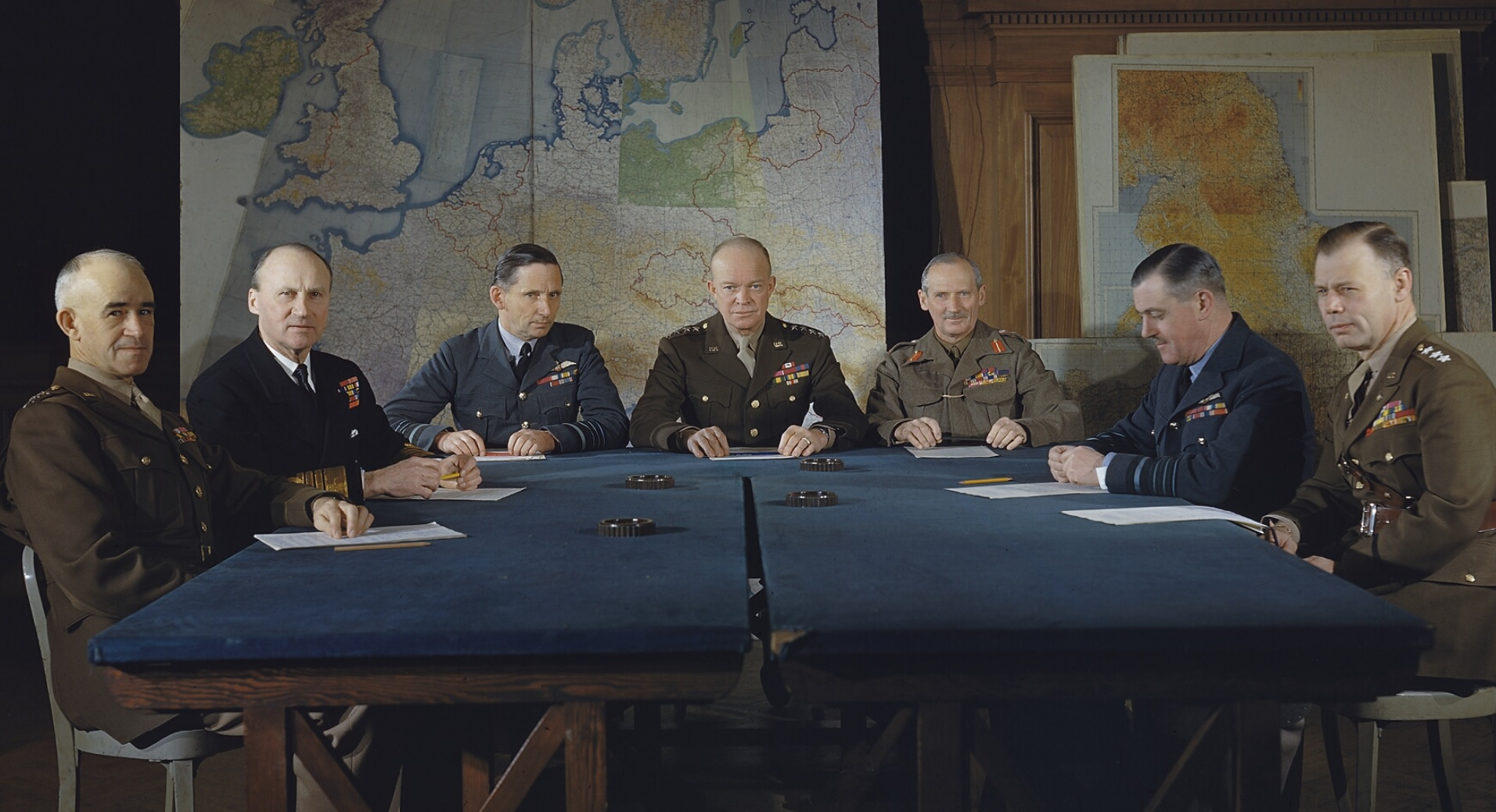
Los comandantes de la Fuerza Expedicionaria Aliada, de izquierda a derecha: el teniente general Omar Bradley, el almirante Bertram Ramsay, el mariscal del aire Arthur Tedder, el general Dwight D. Eisenhower, el general Bernard Law Montgomery, el mariscal del aire Trafford Leigh-Mallory y el teniente general Walter Bedell Smith.

- Comandante supremo aliado: general del Ejército Dwight David Eisenhower
- Vicecomandante supremo aliado: marshal del Aire Arthur Tedder
- Comandantes de las Fuerzas Terrestres:
  - Mariscal Bernard Law Montgomery (21.er Grupo de Ejército)
  - General Omar Nelson Bradley (12º Grupo de Ejército)
  - General Jacob Loucks Devers (6º Grupo de Ejército)
- Comandantes de las Fuerzas Aéreas: mariscal del Aire Trafford Leigh-Mallory
- Comandante de las Fuerzas Navales: almirante Bertram Ramsay.[6]

## Después de la Segunda Guerra Mundial
Después de la rendición alemana, el SHAEF fue disuelto el 14 de julio de 1945, siendo reemplazado (por el lado estadounidense) por las Fuerzas de los Estados Unidos del Teatro de Operaciones Europeo. Estas fuerzas fueron después reorganizadas como el EUCOM (Mando Europeo de los Estados Unidos) el 15 de marzo de 1947.